# Ilyarachna hirticeps
Ilyarachna hirticeps là một loài chân đều trong họ Munnopsidae. Loài này được Sars miêu tả khoa học năm 1870.